# Beyond Re-Animator
Série
Re-Animator 2
(1990)
Pour plus de détails, voir Fiche technique et Distribution.
Beyond Re-Animator est un film américano-espagnol réalisé par Brian Yuzna, sorti en 2003. Il a été diffusé à la télévision aux États-Unis le 4 octobre 2003 sur Sci Fi Channel.

## Synopsis
Un jeune garçon de 10 ans voit sa sœur se faire tuer par un zombie dans la maison de leurs parents. S'ensuit une fusillade et l'arrestation d'Herbert West, à l'entrée du cimetière voisin. 15 ans plus tard, le même garçon, devenu medecin, est affecté au service d'une prison. Une prison qui renferme, non par hasard, un certain West. La rencontre des deux personnages est inévitable et conduit à un carnage contrôlé.

## Fiche technique
- Titre : Beyond Re-Animator
- Réalisation : Brian Yuzna
- Scénario : José Manuel Gómez et Miguel Tejada-Flores, d'après les personnages créés par H.P. Lovecraft
- Production : Julio Fernández, Brian Yuzna et Carlos Fernández
- Sociétés de production : Castelao Producciones S.A., Fantastic Factory, Filmax et Vía Digital
- Budget : 3 millions de dollars
- Musique : Xavier Capellas
- Photographie : Andreu Rebés
- Montage : Bernat Vilaplana
- Décors : Llorenç Miquel
- Costumes : Catou Verdier
- Pays de production :  Espagne,  États-Unis
- Langue originale : anglais
- Format : Couleurs - 1,66:1 - Dolby Digital EX - 35 mm
- Genre : Comédie horrifique et science-fiction
- Durée : 96 minutes
- Dates de sortie :
  - États-Unis : 4 avril 2003 (festival de Philadelphie) ; 23 avril 2003
  - Espagne : 25 juillet 2003
  - France : 29 janvier 2004 (festival Fantastic'Arts) ; 2 mars 2004 (en DVD)
- Interdit aux moins de 12 ans

## Distribution
- Jeffrey Combs (VFB : Jean-Marc Delhausse) : le docteur Herbert West
- Jason Barry (VFB : Nessym Guetat) : le docteur Howard Phillips
- Elsa Pataky : Laura Olney
- Bárbara Elorrieta : Emily Phillips
- Santiago Segura (VFB : Arnaud Léonard) : Speedball
- Lolo Herrero (VFB : Philippe Allard) : le sergent Moncho
- Enrique Arce (VFB : Lionel Bourguet) : Cabrera
- Nico Baixas (VFB : David Manet) : Moses
- Simón Andreu : Warden Brando
- Joaquín Ortega : l'officier Falcon
- Raquel Gribler : l'infirmière Vanessa
- Daniel Ortiz : Winni
- Tommy Dean Musset : Howard « Howie » Phillips, enfant
- Ángel Plana (es) : le zombie de la cuisine
- Javier Sandoval : un policier

## Production

### Lieux de tournage
Le tournage s'est déroulé à Barcelone et Valence.

## Bande originale
- Re-Animator Theme, composé par Richard Band
- A Walk on the Sea, composé par Xavi Capellas
- The Very Best, composé par Dominic King
- Move Your Dead Bones, composé par Jordi Cubino

## Distinctions
- Grand prix du film fantastique européen, lors du Festival du film fantastique de Suède 2003.
- Nomination au Grand prix du film fantastique européen, lors du Festival du film fantastique d'Amsterdam 2004.
- Nomination au prix du meilleur film, lors du festival Fantasporto 2004.

## Autour du film
- Howard Phillips, le personnage interprété par Jason Barry, fait référence à l'écrivain Howard Phillips Lovecraft, auteur de la nouvelle dont s'inspire le film. Le personnage de Laura Olney, interprété par Elsa Pataky, fait quant à lui référence à Thomas Olney, personnage principal de L'étrange maison haute dans la brume, une autre nouvelle de Lovecraft.

### Suite
Stuart Gordon voulait tourner un quatrième film qui se serait intitulé House of Re-Animator, où le Président des États-Unis, après un décès accidentel, aurait été réanimé secrètement par Herbert West. Ceci voulait être une critique du Président d'alors, c'est-à-dire George W. Bush, mais le Président a changé avant qu'il ne puisse concrétiser ce projet, et celui-ci fut définitivement abandonné.